# Souto (Penedono)
Souto es una freguesia portuguesa del concelho de Penedono, con 15,25 km² de superficie y 376 habitantes (2001). Su densidad de población es de 24,7 hab/km².